# Amalia Brugnoli
Amalia Brugnoli est une danseuse italienne née à Milan le 11 août 1802.
Fille d'un danseur grotesque, elle est l'une des premières élèves de l'école de danse de la Scala en 1813 puis, après des débuts sous la direction du maître de ballet Louis Henry, devient « prima ballerina seria » au théâtre Sant' Agostino de Gênes, avant de se produire au théâtre San Carlo de Naples.
Elle est l'une des premières danseuses à danser sur les pointes, avec la Française Geneviève Gosselin, et fait sensation à Vienne en 1823.
En 1828, elle épouse le danseur et chorégraphe italien Paolo Samengo.
Au début des années 1830, elle rivalise avec Fanny Elssler et se produit à Paris et à Londres en 1832.